# DJK TuS Hordel
Die DJK TuS Hordel ist ein Sportverein aus dem Bochumer Stadtteil Hordel. Der Verein entstand im März 1911 als Turnabteilung im katholischen Jünglingsverein Herz-Jesu.

## Geschichte
Am 22. Oktober 1911 erfolgte die offizielle Gründung. Nach der Gründung der Deutschen Jugendkraft trat der Verein dem Sportverband bei und nannte sich fortan DJK Turn- und Sportsfreunde 1911. Im Zuge des Verbots katholischer Sportvereine durch die Nationalsozialisten, wurde auch der DJK TuS Hordel der Fortbestand untersagt. Nach Kriegsende riefen ehemalige Mitglieder 1947 den Verein wieder ins Leben.
Es begann 1959 mit Freundschaftsspielen gegen andere DJK-Vereine. 1960 wurde eine Fußballabteilung gegründet. Zu Beginn des Jahres 1968 konnte die DJK-Ringgemeinschaft ihren eigenen Spielbetrieb nicht mehr gewährleisten, so dass die einberufene außerordentliche Mitgliederversammlung sich für den Beitritt zum Westfälischen Fußball- und Leichtathletikverband entschied.
Im Mai 1987 gelang der 1. Fußballmannschaft der Aufstieg in die Bezirksliga. In einem echten 'Endspiel' gegen Teutonia Riemke gelang der Mannschaft der Aufstieg. 1992 folgte der Aufstieg in die Landesliga, 1994 in die Verbandsliga Westfalen. Die 2. Mannschaft schaffte im gleichen Jahr den Aufstieg in die Kreisliga A. In der Saison 1994/95 löste ein Trainerwechsel eine Krise mit Rücktritt des geschäftsführenden Vorstandes aus. 1995/96 wurde die 1. Mannschaft Meister der Verbandsliga Westfalen und stieg in die Amateuroberliga auf und spielte dort insgesamt fünf Jahre.
Im Jahr 2007 musste man erneut einen Rückschritt verdauen, als man aus der Verbandsliga abstieg; damit begann ein sportlicher Neuanfang. 2010 gab es dank dem neuen Jugendkonzept den ersten großen Erfolg zu feiern: in einem Endspiel am letzten Spieltag der Landesliga West schafft man den Wiederaufstieg in die neue Westfalenliga und holte durch einen 2:0-Erfolg über die SG Wattenscheid 09 sogar den Kreispokal.
Die A-Junioren spielten zwischenzeitlich in der Verbandsliga (heute: Westfalenliga), seit dem Abstieg In der Saison 2010/11 spielt die älteste Nachwuchsmannschaft in der A-Junioren-Landesliga.

## Persönlichkeiten

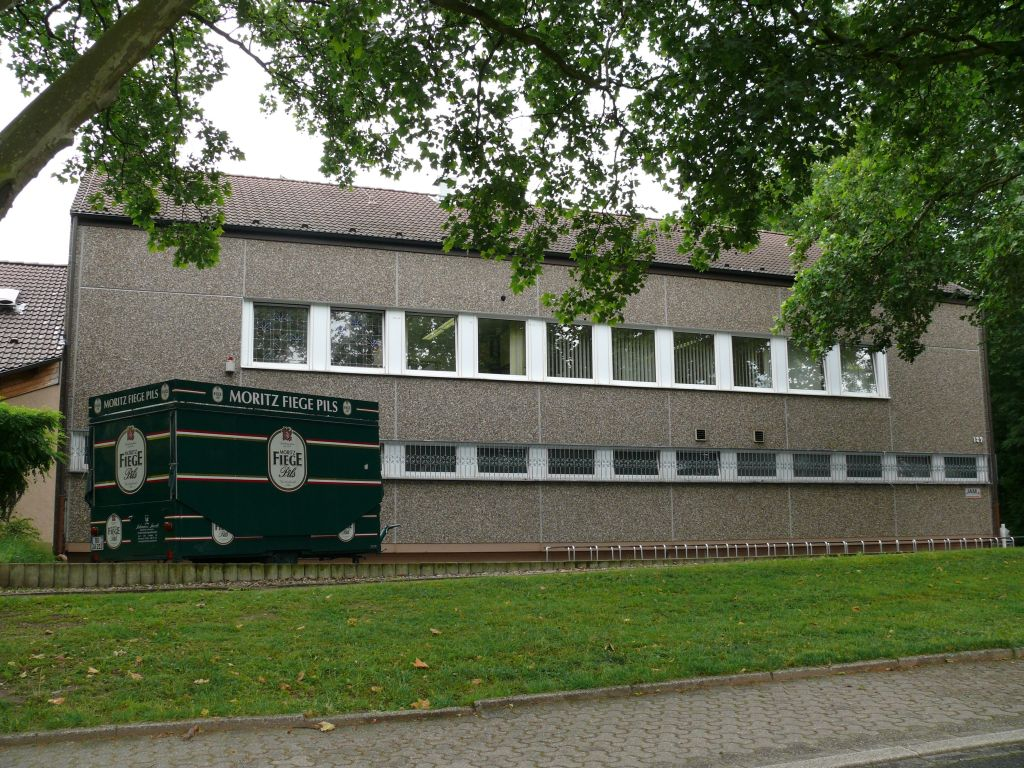
Vereinshaus des DJK TuS Hordel

### Spieler
- Ridvan Balci
- Ron Berlinski
- Kai Bruckmann
- Thorsten Daniel
- Sören Dieckmann
- Jeff Gyasi
- Güngör Kaya
- Kai Koitka
- Barış Özbek
- Thorsten Schmugge
- Marius Sowislo
- Tim Wiesner

### Trainer
- David Zajas
- Ralf Zumdick